# اوراتشوو
اوراتشوو (به چکی: Oráčov) یک منطقهٔ مسکونی در جمهوری چک است که در ناحیه راکوونیک واقع شده‌است.